# یانگ مینگیسم

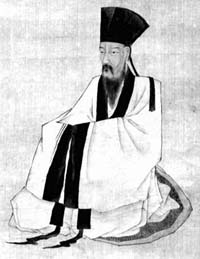

یانگ مینگیسم (ژاپنی: 陽明学) یکی از مکاتب مهم فلسفی نئوکنفوسیونیسم است که بر اساس ایده‌های  ایدئالیسم فیلسوف نوکنفوسیوس وانگ یانگ‌مینگ (که اغلب به نام مستعار یانگ‌مینگ زی گفته می‌شود) است.